# Urdești, Vaslui
Urdești este un sat în comuna Dodești din județul Vaslui, Moldova, România. Se află la o distanță de 46km față de Vaslui, respectiv 39km față de Bârlad.

## Tradiții
În inima satului Urdesti, tradițiile strălucesc ca niște bijuterii ale comunității. Arnăuții, cu costumele lor tradiționale bogat colorate, sunt artizanii unei moșteniri culturale ce îmbrățișează autenticitatea și unitatea. În cadrul tradițiilor arnăuților, jocul caprei și dansul ursului devin veritabile simboluri de vitalitate și conexiune comunitară. Aceste activități pline de viață, încărcate cu ritmuri și mișcări captivante, reflectă spiritul autentic al arnăuților și întăresc legăturile dintre membrii comunității.

## Renumire națională
Chiar dacă Udeștiul are o multitudine de datini pentru care  s-ar fi putut remarca, principala atracție a turiștilor este discoteca locala. Aceasta se numește "HPC Club Udești"și este in topul cluburilor din Moldova încă din 2006.
De mai bine de un deceniu HPC Club Urdești aduna laolaltă zeci de tineri dornici să petreaca. Discoteca a avut ca invitați nume grele din industria manelelor. Iată cele mai importante celebrități care au călcat pragul clubului:
| Artistul               | Data               |
| ---------------------- | ------------------ |
| Brandy                 | 4 aprilie 2010     |
| Mr Juve                | 21 mai 2010        |
| Culai Music            | 24 iunie 2010      |
| Florinel și Ioana      | 24 iulie 2010      |
| Edy Talent și Mădălina | 6 august 2010      |
| Cristi Dules           | 28 august 2010     |
| Florinel și Ioana      | 8 septembrie 2010  |
| NEK                    | 11 septembrie 2010 |
| Liviu Guță             | 30 octombrie 2010  |
| Denisa                 | 13 noiembrie 2010  |
| Claudia                | 18 decembrie 2010  |
| Zaku                   | 27 decembrie 2010  |
| Susanu                 | 8 ianuarie 2011    |
| Danezu și Geo          | 29 ianuarie 2011   |
| Nyno                   | 12 februarie 2011  |
| Denisa                 | 26 februarie 2011  |
| Narcisa                | 26 martie 2011     |
| Ciela Sereno           | 24 aprilie 2011    |
| Danezu                 | 25 aprilie 2011    |
| Alex și Loredana       | 26 aprilie 2011    |
| Mihaela Minune         | 14 mai 2011        |
| Lucian Elgi            | 21 mai 2011        |
| Cumetrii               | 4 iunie 2011       |
| Susanu                 | 5 iulie 2014       |
| Edy Talent             | 17 august 2017     |
| Mc Mașu și Geo         | 31 august 2017     |
| Liviu Puștiu           | 23 decembrie 2017  |
| Laura Vass             | 20 iunie 2018      |
| Susanu                 | 21 iulie 2018      |
| Edy Talent             | 9 februarie 2019   |
| Liviu Pustiu           | 24 decembrie 2023  |
| Sorina Ceaugea         | 25 decembrie 2023  |
| Brandy                 | 26 decembrie 2023  |

1. ↑  „Distanţa Vaslui Urdesti”. distanta.ro. Accesat în 5 februarie 2024.
2. ↑  Traditi si obiceiuri Urdesti Arnauti :))), accesat în 5 februarie 2024